# Necrópolis de Fuentidueña
La necrópolis de Fuentidueña es un cementerio medieval español, situado en Fuentidueña, provincia de Segovia, en el entorno de la arruinada Iglesia de San Martín.

## Descripción
En torno al perímetro de lo que fue el ábside de la Iglesia de San Martín se suceden múltiples sepulturas rupestres que están dispuestas en torno al perímetro que dibujan el ábside y el paredón norte de la iglesia de San Martín. Además, todas ellas se encuentran orientadas hacia el este, como las cabeceras de las iglesias, en dirección a la ciudad santa de Jerusalén, una tradición cristiana cargada de gran simbolismo.
Las primeras prospecciones arqueológicas llevadas a cabo en ellas datan de los meses de julio de 1972 y 1973, cuando fueron estudiadas 40 y 60 respectivamente. Los esqueletos estaban bien conservados al tratarse de tierra caliza y no tenían ajuar, siendo similares a las de otras necrópolis de la misma época de las provincias de Soria y Burgos. El hueco de la cabeza suele tener forma de herradura pero también las hay con él trapezoidal. Tienen los bordes rebajados para encajar mejor las losas de piedra que las cubrían. En algunas de ellas se observan restos de ladrillos rojos, tal vez porque han sido reutilizadas más tarde. Hay algunas de niños, pero la mayor parte son de personas adultas y miden entre 170 y 190 centímetros, apareciendo también alguna de más de dos metros (quizás para depositar en ellas los huesos del anterior al ser reutilizadas).
En el verano de 2003, y durante la realización de unas operaciones de limpieza del entorno, se descubrieron bastantes más, todas de las mismas características. Y no hay que descartar que también las haya en el interior del templo, como sucede en la ermita de San Miguel de Sacramenia.
Si nos atenemos a estas consideraciones, las tumbas no serán anteriores a los siglos XI o XII, y algunos autores opinan que bien pudieron ser importadas por los primeros repobladores, quizás procedentes de la zona de la actual comunidad autónoma catalana o de otras zonas donde fueron adquiriendo estas formas de enterramiento. De las más antiguas conocidas son las de San Miguel de Olérdola, en la provincia de Barcelona, y de ahí que algunos las llamen olerdolanas, como ya hemos comentado.